# Moritz Wels
Moritz Wels (* 25. September 2004) ist ein österreichischer Fußballspieler.

## Karriere

### Verein
Wels begann seine Karriere beim USV Dechantskirchen. Zur Saison 2015/16 wechselte er in die Jugend des SK Sturm Graz. Bei den Grazern durchlief er ab der Saison 2018/19 auch sämtliche Altersstufen der Akademie. Zur Saison 2021/22 rückte er in den Kader der Amateure von Sturm. Im Juli 2021 kam er erstmals in der Regionalliga zum Einsatz. Im August 2021 stand er in der Qualifikation zur UEFA Europa League gegen den NŠ Mura erstmals im Kader der Profis. Am 27. Oktober 2021 debütierte er im ÖFB-Cup gegen die SV Ried für die erste Mannschaft der Steirer.
Zwei Tage nach seinem Debüt erhielt Wels seinen ersten Profivertrag. Im November 2021 gab der Flügelspieler gegen Real Sociedad San Sebastián sein Debüt in der Europa League, als er in der 83. Minute für Anderson Niangbo ins Spiel gebracht wurde. Dadurch wurde er mit 17 Jahren, 1 Monat und 10 Tagen der jüngste österreichische Spieler und zudem auch der jüngste Sturm-Akteur in der UEFA Europa League. Im Februar 2022 gab er dann auch sein Debüt in der Bundesliga, in der er bis Saisonende zweimal zum Einsatz kam. Mit den Amateuren stieg er 2022 in die 2. Liga auf. In der Saison 2022/23 kam er für die erste Mannschaft erneut zweimal im Oberhaus zum Einsatz und erzielte dabei auch ein Tor. Für die Reserve absolvierte er 20 Zweitligapartien.
Nachdem er sich bei Sturm bei den Profis nicht hatte etablieren können, wechselte Wels zur Saison 2023/24 zum Ligakonkurrenten FK Austria Wien, bei dem er einen bis Juni 2026 laufenden Vertrag erhielt. Für die Austria kam er in zwei Spielzeiten zu 21 Bundesligaeinsätzen, zudem sammelte er Spielpraxis bei Farmteam SV Stripfing in der 2. Liga. Zur Saison 2025/26 wechselte Wels leihweise zur WSG Tirol.

### Nationalmannschaft
Wels spielte im Februar 2019 erstmals für eine österreichische Jugendnationalauswahl. Im Oktober 2020 kam er gegen Slowenien zu seinem einzigen Einsatz im U-17-Team. Im September 2021 debütierte er gegen Tschechien für die U-18-Mannschaft.
Im September 2022 gab er gegen Litauen sein Debüt für die U-19-Auswahl. Im November 2022 debütierte er gegen Kroatien im U-21-Team.

## Erfolge
- Österreichischer Cup-Sieger: 2023